# 五大连池世界地质公园

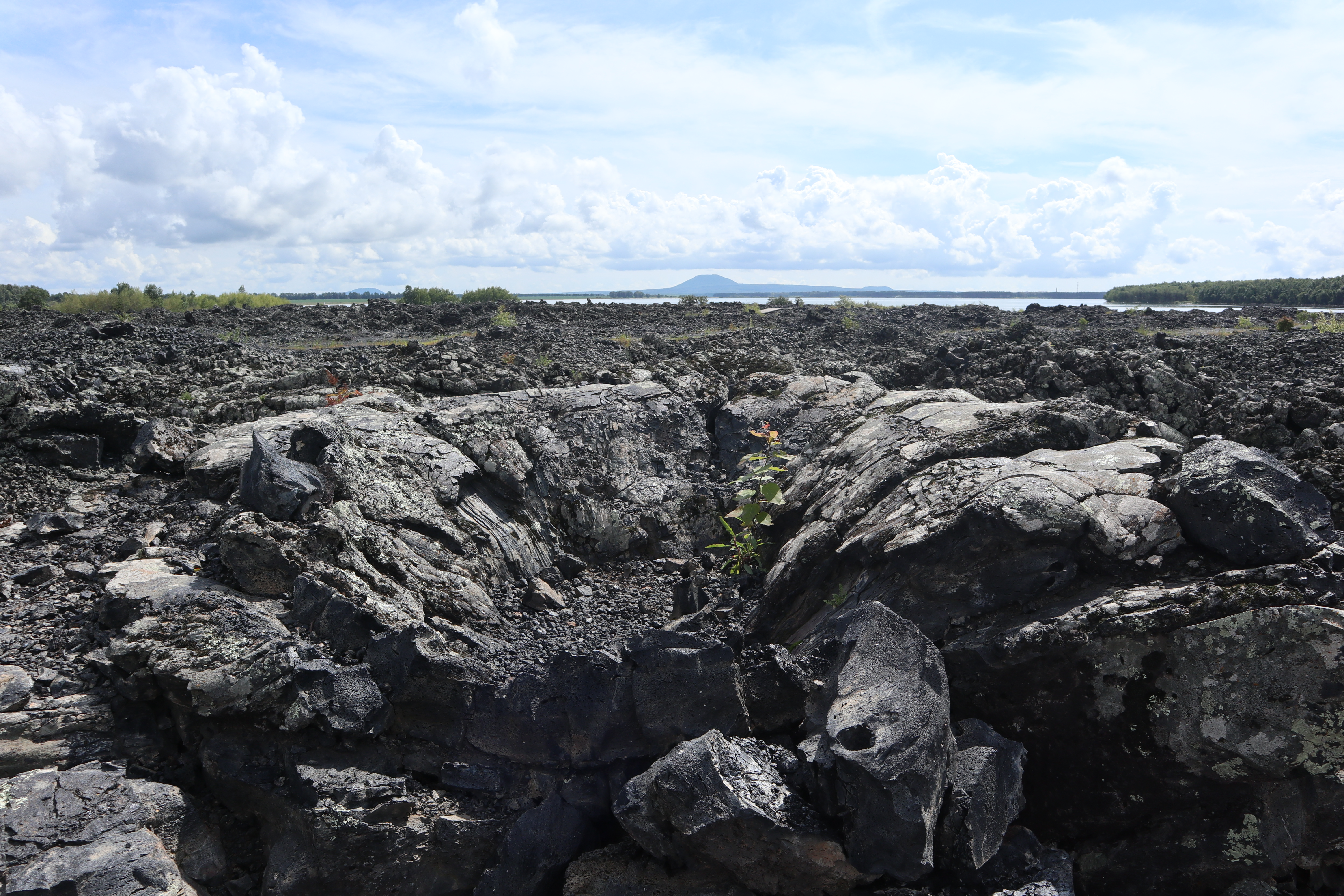
五大连池世界地质公园内的熔岩丘，远处是五大连池湖三池和火山口

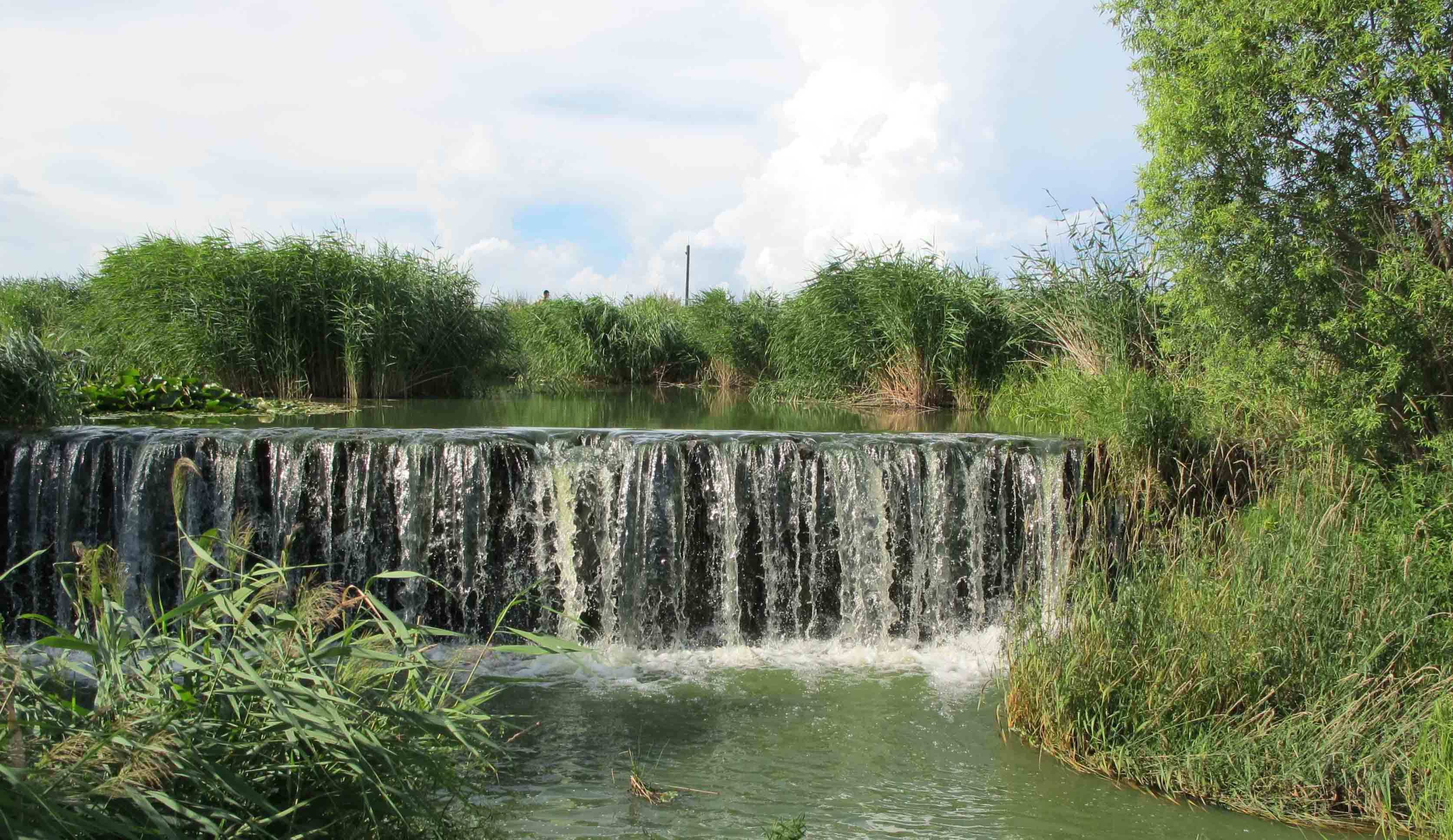
药泉瀑布

五大连池世界地质公园是位于中国黑龙江省五大连池市境内的一个地质公园，面积达1,060平方（410平方英里），内有14座火山，当中有12座在1200万~100万年前的地质时期形成，还有2座火山最后一次喷发于公元1719年~1721年的清朝康熙年间，是中国最新的火山。当时火山爆发将原来的白河截断，堵塞的河道形成了大大小小五座由多条小溪与暗河相连互相连通的熔岩堰塞湖，所以称作“五大连池”。五池相连处多见瀑布，湖溪之间形成沼泽地，从南方下游流向北方上游分别称作头池、二池、三池、四池和五池。
该处的火山熔岩群的地质面貌由于其覆盖面积大，空天暴露，且地质组织比较典范，被誉为“一本打开的火山教科书”。地质公园内有多处景观，如由玄武岩凝固而成、如似波涛汹涌的海洋一般的石海以及多座火山，其中黑龙山最大。还有一口南泉，是含有十余种微量元素的重碳酸矿泉水。早期当地的达斡尔人常来此饮用泉水，认为泉水可以治疗胃病，并对身体有益。它与法国维希矿泉和俄罗斯北高加索矿泉并称为“世界三大冷泉”。
五大连池地质公园内除熔岩外，基本拥有所有火山形成的岩石例子，如火山弹、火山渣、集块岩、熔结集块岩、火山角砾岩等。
1989年收录于首批中国国家地质公园。2004年2月13日，五大连池被联合国教科文组织批准为首批世界地质公园。

## 参阅
- 五大连池市
- 五大连池火山群
- 五大连池湖
- 石海
- 石林